# Agrilus defectus
Agrilus defectus es una especie de insecto del género Agrilus, familia Buprestidae, orden Coleoptera. Fue descrita por LeConte, 1860.
Mide 3-5 mm. Se encuentra en el este de Norteamérica. Se alimenta de robles  (Quercus alba, Q. muehlenbergii, Q. stellata).